# Where's My Love
Where's My Love is een nummer van de Amerikaanse eenmansband SYML uit 2017, afkomstig van zijn debuut-EP Hurt for Me.
"Where's My Love" gaat over de wanhoop en angst die frontman Brian Fennell voelt voor iemand die dichtbij hem staat. Hij is bang haar te verliezen en benadrukt dat ze beiden menselijk zijn. Hij wil niets liever dan haar terug hebben, maar hij is bang dat ze tijdens haar afwezigheid misschien wel overleden is. Het nummer flopte in thuisland het de Verenigde Staten, maar wist wel enkele Europese hitlijsten te behalen. In Nederland bereikte het een 17e positie in de Tipparade, terwijl het in de Vlaamse Ultratop 50 op de 39e positie terechtkwam.